# Allan Louisy
Sir Allan Fitzgerald Laurent Louisy KCMG (* 5. September 1916 in Laborie, Saint Lucia; † 2. März 2011 Laborie, Saint Lucia) war der zweite Premierminister des unabhängigen Karibikstaates Saint Lucia.

## Werdegang
Louisy diente als Richter, bevor er seinen Bezirk im Parlament vertrat. Ende der 1970er Jahre, als Führer der Saint Lucia Labour Party unterstützte er die Anti-Unabhängigkeitsbewegung des Gewerkschaftsführer George Odlum. Während der ersten Parlamentswahlen von Saint Lucia gewann er überlegen und wurde erster Regierungschef des neuen Staates. Am 2. Juli 1979 nahm er das Amt auf, blieb aber nur kurz in diesem. Am 4. Mai 1981, nachdem sein Finanzplan zurückgewiesen wurde und wichtige Mitglieder seines Kabinetts zurückgetreten waren, trat er ebenfalls zurück. Sein Nachfolger wurde der Generalstaatsanwalt Winston Francis Cenac.